# Marek Hendrykowski
Marek Hendrykowski (ur. 18 stycznia 1948 w Jeleniej Górze) – polski filmoznawca, wykładowca akademicki, badacz historii i kultury filmowej, medioznawca, teoretyk filmu, autor publikacji z zakresu filmoznawstwa. 

## Życiorys
Doktorat uzyskał w 1978 roku pracą „Słowo w filmie”, 10 lat później otrzymał habilitację pracą „Autor jako problem poetyki filmu”. Tytuł profesora zwyczajnego nadano mu 18 czerwca 1996 roku. Założyciel filmoznawstwa na Uniwersytecie im. Adama Mickiewicza w Poznaniu. Były Członek Komitetu Nauk o Sztuce PAN. Od 2003 redaktor naczelny czasopisma „Images”.
W 2002 roku wraz z żoną Małgorzatą Hendrykowską, również filmoznawczynią, podczas poszukiwania we francuskim archiwum filmowym Bois d'Arcy filmu Odrodzona Polska (1924) natrafili na trwającą 8 minut, wybrakowaną kopię filmu, który zidentyfikowali jako Pruską kulturę z 1908 roku – najstarszy znany polski film fabularny. Z kolei w 2008 roku małżonkowie odkryli w rzymskim archiwum Centro Sperimentale kilka innych zaginionych polskich filmów, w tym pochodzący z okresu I wojny światowej film z Polą Negri.

## Wybrane publikacje
- Słowo w filmie. Historia-teoria-interpretacja (1982)
- Film w Poznaniu i Wielkopolsce 1986–1996 (współaut. Małgorzata Hendrykowska, 1996)
- Słownik terminów filmowych (1994)
- Stanisław Różewicz (1997)
- Język ruchomych obrazów (1999)
- Leksykon gatunków filmowych (2001)
- Metafory Internetu (2005)
- Film i moda (2011)

## Nagrody
- Nagroda im. Krzysztofa Teodora Toeplitza (2014)[5]
- Nagroda Ministra Nauki i Szkolnictwa Wyższego za całokształt dorobku naukowego (2018)[6]
- Nagroda PISF w kategorii „Książka o tematyce filmowej” za książkę Polska Szkoła Filmowa (2019)[7]
- Nagroda naukowa Rektora UAM (2019)
- tytuł Książki Roku 2023 przyznany przez Magazyn Literacki KSIĄŻKI za książkę Wiwat! Saga wielkopolska 1870–1920 (2024)
- Nagroda Poznańskiego Towarzystwa Przyjaciół Nauk w kategorii literatura popularnonaukowa i beletrystyka za książkę Wiwat! Saga wielkopolska 1870–1920 (2024)